# 半藏門站
半藏門站（日语：／ Hanzōmon eki */?）是位於日本東京都千代田區麴町一丁目，屬於東京地下鐵半藏門線的鐵道車站。車站編號是Z 05。本站是半藏門線唯一沒有轉乘其他路線的車站。

## 歷史
- 1982年（昭和57年）12月9日：營團地下鐵半藏門線車站開業。
- 1989年（平成元年）1月26日：本站至三越前站通車，本站成為中途站。
- 2004年（平成16年）4月1日：營團地下鐵民營化、成為東京地下鐵車站。

## 名稱由來
車站附近的麴町，位於江戶城内城之西，鄰近半藏門，以此得名。

## 車站構造
本站是島式月台1面2線的地下車站。大廳與剪票口層在地下2樓，月台層在地下3樓。站內設有電梯與電扶梯。剪票口共有3處，其中一個是電梯專用剪票口。
1989年1月26日三越前站開通之前為終點站，九段下站側設有折返用線道。路線延伸後，早晨尖峰時刻及午間時段的部分澀谷站方向發車班次會在本站折返。另外，折返線在夜間會停放車輛（回送入庫或隔天發往押上）。

### 月台配置
| 月台 | 路線     | 目的地                             |
| ---- | -------- | ---------------------------------- |
| 1    | 半藏門線 | 澀谷、長津田、中央林間方向         |
| 2    | 半藏門線 | 押上〈晴空塔前〉、久喜、南栗橋方向 |

（來源：東京地下鐵:構內圖（页面存档备份，存于））
東急電鐵5000系是使用六門車廂。在平日尖峰時刻，田園都市線直通半藏門的列車在本站以前會將座位收起。

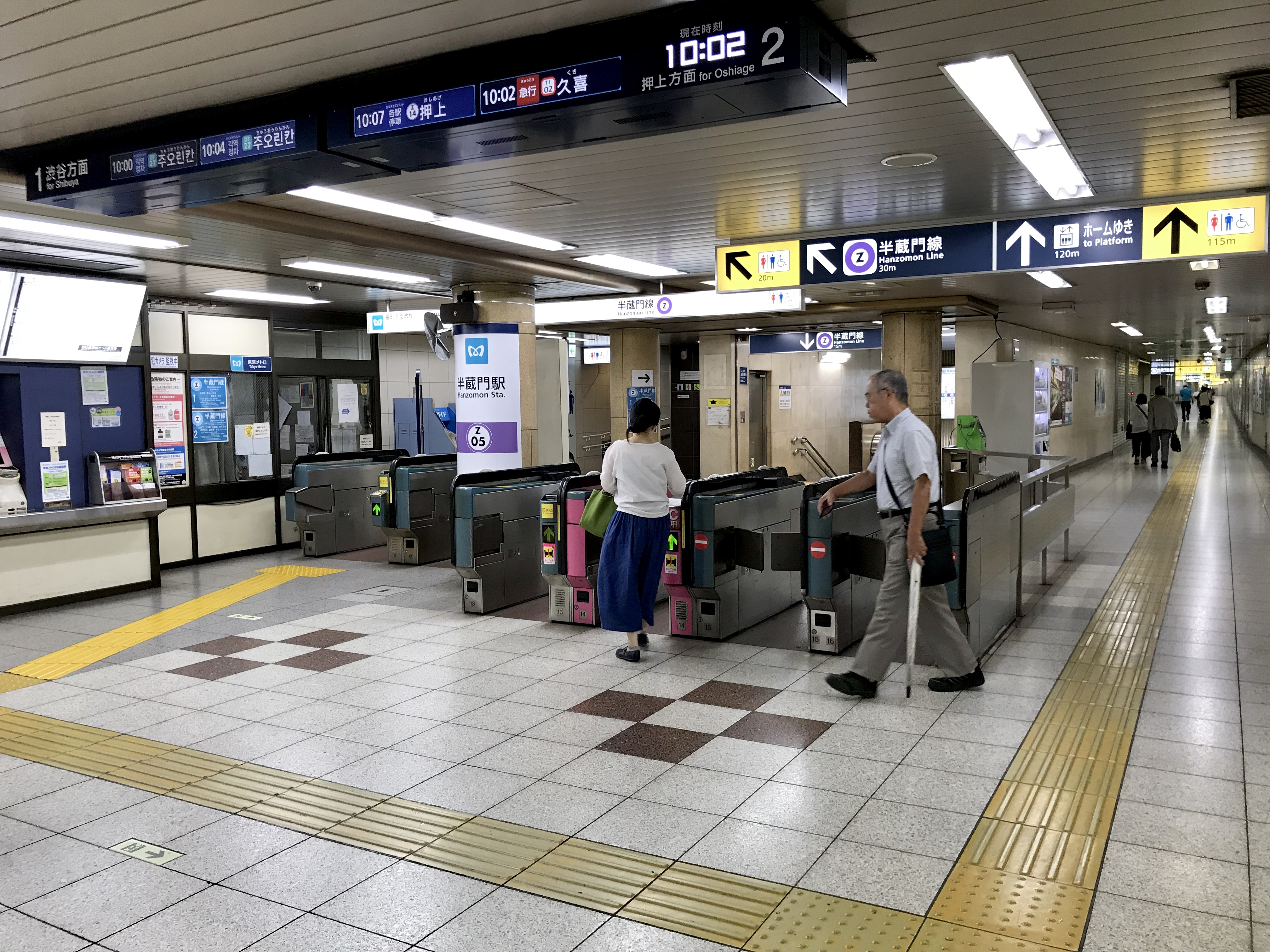
番町方向閘口（2018年9月15日）
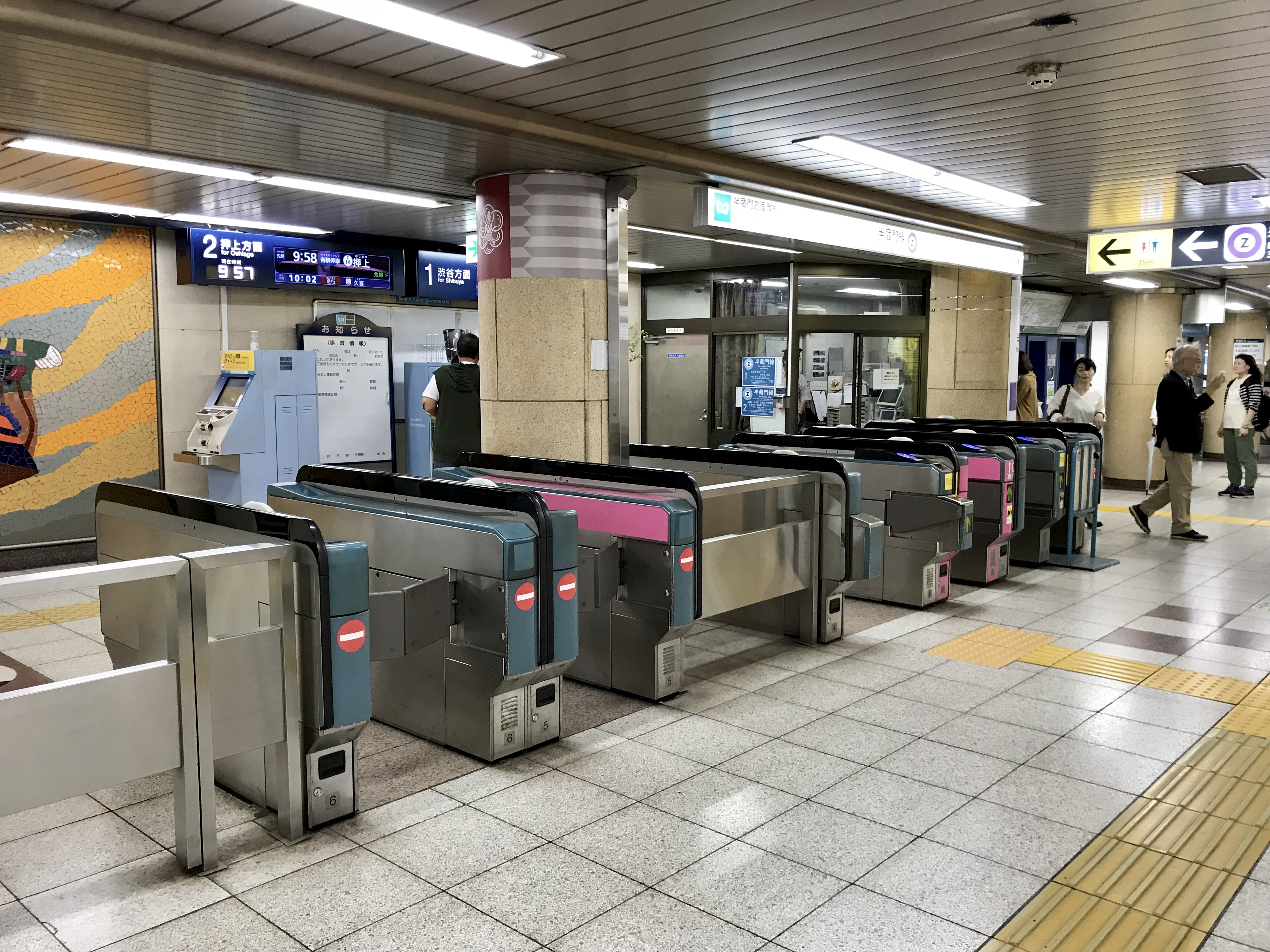
半藏門方向閘口（2018年9月15日）
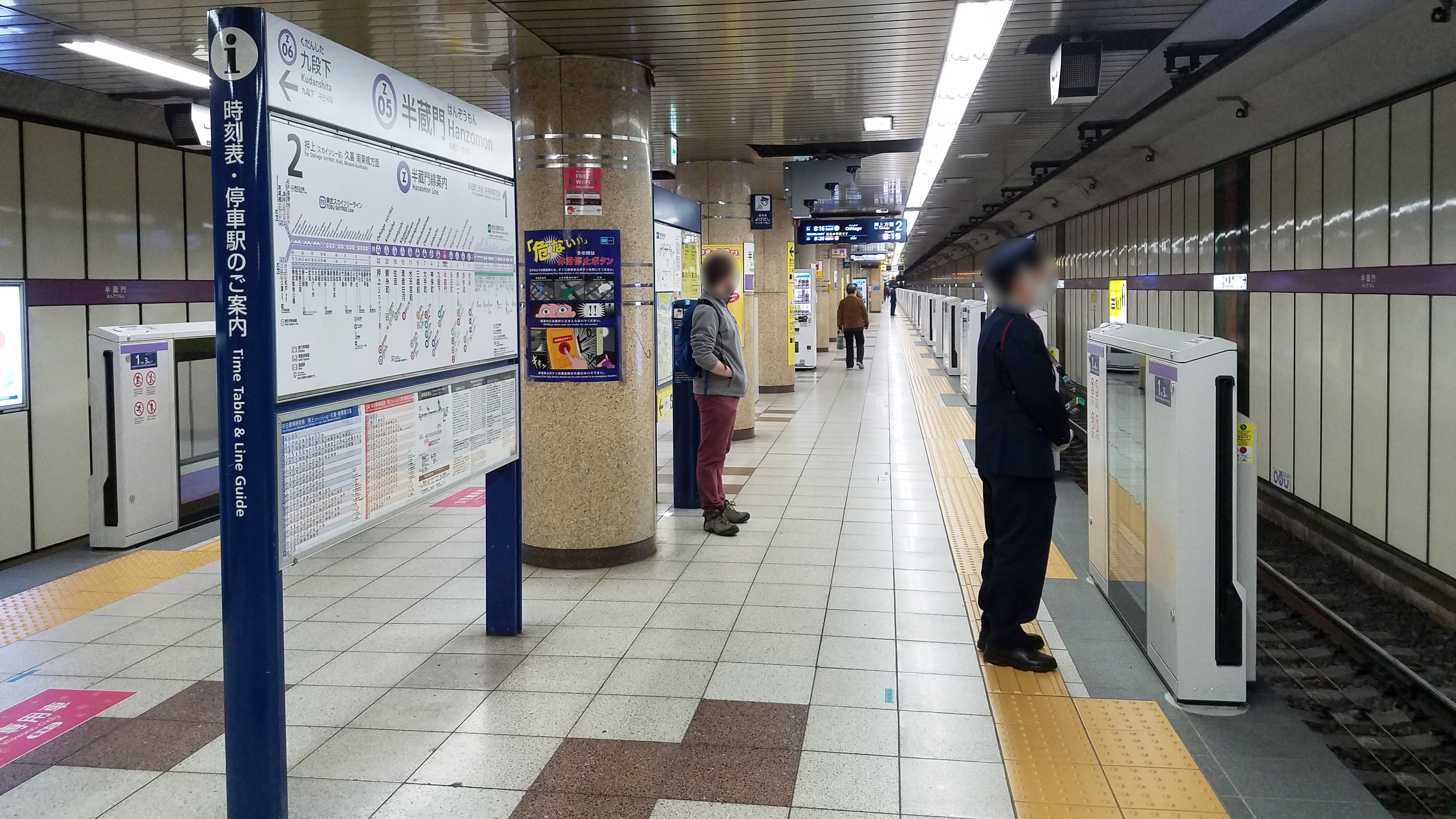
月台（2019年2月17日）

## 利用狀況
2024年度1日平均上下車人次為73,487人，在東京地下鐵全部130個車站當中排名第55位。
近年1日平均上下車、上車人次變化如下表。
| 年度               | 1日平均 上下車人次 | 1日平均 上車人次 | 來源              |
| ------------------ | ------------------ | ---------------- | ----------------- |
| 1992年（平成04年） |                    | 34,392           | [ 東京都統計 1 ]  |
| 1993年（平成05年） |                    | 32,858           | [ 東京都統計 2 ]  |
| 1994年（平成06年） |                    | 32,608           | [ 東京都統計 3 ]  |
| 1995年（平成07年） |                    | 33,525           | [ 東京都統計 4 ]  |
| 1996年（平成08年） |                    | 34,375           | [ 東京都統計 5 ]  |
| 1997年（平成09年） |                    | 34,753           | [ 東京都統計 6 ]  |
| 1998年（平成10年） |                    | 35,367           | [ 東京都統計 7 ]  |
| 1999年（平成11年） |                    | 34,574           | [ 東京都統計 8 ]  |
| 2000年（平成12年） |                    | 34,732           | [ 東京都統計 9 ]  |
| 2001年（平成13年） |                    | 35,841           | [ 東京都統計 10 ] |
| 2002年（平成14年） |                    | 35,359           | [ 東京都統計 11 ] |
| 2003年（平成15年） | 76,693             | 36,552           | [ 東京都統計 12 ] |
| 2004年（平成16年） | 74,105             | 36,970           | [ 東京都統計 13 ] |
| 2005年（平成17年） | 75,033             | 37,414           | [ 東京都統計 14 ] |
| 2006年（平成18年） | 77,667             | 38,962           | [ 東京都統計 15 ] |
| 2007年（平成19年） | 80,605             | 40,380           | [ 東京都統計 16 ] |
| 2008年（平成20年） | 78,063             | 38,866           | [ 東京都統計 17 ] |
| 2009年（平成21年） | 76,269             | 37,975           | [ 東京都統計 18 ] |
| 2010年（平成22年） | 74,029             | 36,904           | [ 東京都統計 19 ] |
| 2011年（平成23年） | 71,882             | 35,882           | [ 東京都統計 20 ] |
| 2012年（平成24年） | 76,411             | 37,994           | [ 東京都統計 21 ] |
| 2013年（平成25年） | 80,457             | 40,096           | [ 東京都統計 22 ] |
| 2014年（平成26年） | 83,266             | 41,408           | [ 東京都統計 23 ] |
| 2015年（平成27年） | 85,769             | 42,667           | [ 東京都統計 24 ] |
| 2016年（平成28年） | 85,648             | 42,584           | [ 東京都統計 25 ] |
| 2017年（平成29年） | 89,961             | 44,816           | [ 東京都統計 26 ] |
| 2018年（平成30年） | 92,264             | 45,937           | [ 東京都統計 27 ] |
| 2019年（令和元年） | 91,881             | 45,784           | [ 東京都統計 28 ] |
| 2020年（令和02年） | 54,757             |                  |                   |
| 2021年（令和03年） | 56,541             |                  |                   |
| 2022年（令和04年） | 66,059             |                  |                   |
| 2023年（令和05年） | 71,847             |                  |                   |
| 2024年（令和06年） | 73,487             |                  |                   |

## 周邊
- 皇居
  - 內堀（半藏濠、櫻田濠）
  - 半藏門
- 英國駐日大使館
- 愛爾蘭駐日大使館
- 教廷駐日大使館
- 巴拉圭駐日大使館
- 國立劇場
- 國立演藝場（日语：国立演芸場）
- 最高裁判所
- 警視廳麴町警察署
- 東京消防廳麴町消防署（日语：東京消防庁第一消防方面本部）
- 千代田区立麴町小學校、幼稚園（日语：千代田区立麹町小学校）
- 千代田區役所麴町出張所、麴町區民館
- 千代田區立四番町圖書館
- ikiiki plaza一番町（いきいきプラザ一番町）
- 日本學術振興會
- 全國町村議員會館（日语：全国町村議員会館）
  - 地方自治情報中心（日语：地方自治情報センター）
- 半藏門站前郵便局
- 千代田一番町郵便局
- TOKYO FM本社、JFN Center
  - JAPAN FM NETWORK（日语：ジャパンエフエムネットワーク）（JFNC）
- 株式會社日本綜合研究所（日语：日本総合研究所 (株式会社)）東京本社
- TOKYO MX本社（半藏門媒體中心）
- ONE FOUR TWO by TOJO
- JCII一番町大樓
  - 日本相機博物館（日语：日本カメラ博物館）
  - 寶島社
- Bunkasha（日语：ぶんか社）
- 半藏門蒙特利酒店（日语：ホテルモントレ）
- 國道20號（新宿通、麴町大通（日语：麹町大通り）、內堀通）
- 東京都道401號麴町竹平線（日语：東京都道401号麹町竹平線）（內堀通）
- 有樂町線 麴町站

## 巴士

### 半藏門
都營巴士最近的巴士站是新宿通的半藏門巴士站，可搭乘以下路線。
- 都03系統：往晴海埠頭／往四谷站（都營）
- 宿75系統：往三宅坂（日语：三宅坂）／往新宿站西口（都營）

### Girolle麴町入口（半藏門站）
4號出口附近有千代田區地域福祉交通「風車」（日立自動車交通運行）的Girolle麴町入口（半藏門站）巴士站。
- 千代田區地域福祉交通「風車」
  - 麴町線：往四谷站、市谷站、地下鐵飯田橋站東口、千代田區役所方向

## 相鄰車站
東京地下鐵
 半藏門線
永田町（Z 04）－半藏門（Z 05）－九段下（Z 06）

### 來源
東京地下鐵一日平均使用人數
1. 1 2  . 東京地下鉄.   [2025-06-27]. （原始内容存档于2025-06-23） （日语）.
2. ↑  . 東京地下鉄.   [2023-06-27] （日语）.
3. ↑  . 東京地下鉄.   [2023-06-27] （日语）.
4. ↑  . 東京地下鉄.   [2024-06-24] （日语）.
5. ↑  . 東京地下鉄.   [2024-06-24] （日语）.

東京都統計年鑑
1. ↑  .   [2013-10-09]. （原始内容存档于2013-08-15）.
2. ↑  .   [2013-10-09]. （原始内容存档于2013-02-03）.
3. ↑  .   [2013-10-09]. （原始内容存档于2013-02-03）.
4. ↑  .   [2013-10-09]. （原始内容存档于2013-02-03）.
5. ↑  .   [2013-10-09]. （原始内容存档于2013-02-03）.
6. ↑  .   [2013-10-09]. （原始内容存档于2016-03-04）.
7. ↑  東京都統計年鑑（平成10年）PDF
8. ↑  東京都統計年鑑（平成11年）PDF
9. ↑  .   [2013-10-09]. （原始内容存档于2016-03-04）.
10. ↑  .   [2013-10-09]. （原始内容存档于2016-03-04）.
11. ↑  .   [2013-10-09]. （原始内容存档于2017-07-29）.
12. ↑  .   [2013-10-09]. （原始内容存档于2017-07-29）.
13. ↑  .   [2013-10-09]. （原始内容存档于2017-07-29）.
14. ↑  .   [2013-10-09]. （原始内容存档于2017-07-29）.
15. ↑  .   [2013-10-09]. （原始内容存档于2017-07-29）.
16. ↑  .   [2013-10-09]. （原始内容存档于2017-07-29）.
17. ↑  .   [2013-10-09]. （原始内容存档于2017-07-29）.
18. ↑  .   [2013-10-09]. （原始内容存档于2016-03-26）.
19. ↑  東京都統計年鑑（平成22年）[永久]
20. ↑  東京都統計年鑑（平成23年）[永久]
21. ↑  東京都統計年鑑（平成24年）[永久]
22. ↑  東京都統計年鑑（平成25年）[永久]
23. ↑  .   [2017-05-04]. （原始内容存档于2017-07-30）.
24. ↑  .   [2019-01-11]. （原始内容存档于2018-11-09）.
25. ↑  .   [2019-01-11]. （原始内容存档于2019-05-02）.
26. ↑  東京都統計年鑑（平成29年）
27. ↑  東京都統計年鑑（平成30年）
28. ↑  東京都統計年鑑（平成31年・令和元年）

## 外部連結
- 半藏門/Z05 | 路線・車站資訊 | 東京地下鐵（日語）